# Desperately Seeking Susan
Desperately Seeking Susan (bra: Procura-se Susan Desesperadamente; prt: Desesperadamente Procurando Susana) é um filme americano de 1985, do gênero comédia dramática, dirigido por Susan Seidelman e estrelado por Rosanna Arquette e Madonna. Em Nova York, o enredo envolve a interação entre duas mulheres - uma dona de casa entediada e uma que só quer diversão - ligadas por vários anúncios na coluna pessoal de um jornal.
Este foi o primeiro papel importante na carreira de Madonna e o filme também forneceu papéis iniciais para vários outros artistas bem conhecidos, como John Turturro, Laurie Metcalf, Aidan Quinn e Steven Wright.

## Sinopse
Roberta (Rosanna Arquette), uma dona de casa suburbana de Fort Lee, Nova Jersey, vive uma vida pacata e sem graça ao lado do marido Gary (Mark Blum). Ela acompanha a vida de Susan (Madonna) pelos classificados nos jornais sem nem sequer conhecê-la. Susan é uma jovem aventureira que não tem residência fixa e vive sendo "procurada desesperadamente" pelo namorado apaixonado Jim (Robert Joy). A cada novo classificado que Jim coloca nos jornais para tentar localizar Susan pelo país, Roberta fica cada vez mais fascinada com a história dos dois. Esse fascínio chega ao ponto dela querer conhecer Susan. Ela então vai a um encontro dos dois. Roberta acaba comprando uma jaqueta com uma pirâmide que pertencia a Susan. Sem saber que a jaqueta está com Roberta, Susan fica desesperada, pois no bolso da jaqueta estava a chave do seu armário na rodoviária, onde ela guardava todas as suas coisas. Nesse meio tempo, Jim precisa viajar com sua banda e pede a seu amigo Dez (Aidan Quinn) que fique de olho em Susan. O problema é que Dez nunca viu Susan e portanto a única forma dele reconhecê-la é pela pirâmide estampada nas costas da jaqueta. Roberta, que ainda está com a jaqueta, decide devolver a Susan e marca um encontro com ela por intermédio dos mesmos classificados em que "conheceu" a jovem. Porém, devido a jaqueta, Roberta é confundida com Susan por um ladrão que deseja recuperar seu valioso par de brincos egípcio, do qual Susan havia se apoderado. Roberta sofre um acidente e bate com a cabeça em um poste, posteriormente perdendo a memória e começa a crer que é a própria Susan. Dez, que socorre Roberta do atentado, também passa a acreditar que ela é Susan (devido a jaqueta). A partir daí Roberta embarca numa jornada para tentar achar pistas que provem que ela é Susan, uma vez que ela não se lembra absolutamente de nada. Dez se apaixona por Roberta, mas como acha que ela é Susan, tenta resistir a tentação em respeito a amizade de Jim.

## Elenco
- Rosanna Arquette como Roberta Glass
- Madonna como Susan Thomas
- Aidan Quinn como Dez
- Mark Blum como Gary Glass
- Robert Joy como Jim Dandy
- Laurie Metcalf como Leslie Glass
- Anna Thomson como Crystal
- Will Patton como Wayne Nolan
- Peter Maloney como Ian
- Steven Wright como Larry Stillman D.D.S.
- John Turturro como Ray
- Anne Carlisle como Victoria
- José Angel Santana como dono da boutique
- Giancarlo Esposito como vendedor ambulante
- Richard Hell como Bruce Meeker
- Rockets Redglare como taxista
- Annie Golden como cantora de banda
- Richard Edson como homem com jornais
- Ann Magnuson como Cigarette Girl
- John Lurie como vizinho saxofonista
- Victor Argo como sargento Taskal
- Shirley Stoler como matrona da prisão
- Arto Lindsay como jornalista
- Kim Chan como Park Bum
- Michael Badalucco como rapaz do Brooklyn
- Carol Leifer como convidada da festa

## Recepção crítica
O filme tem uma classificação de 85% no Rotten Tomatoes, com base em 26 comentários. Em sua resenha para o The New Yorker, a crítica Pauline Kael se referiu a Madonna como "uma deusa indolente e tresloucada". O crítico de cinema do The New York Times, Vincent Canby, nomeou o filme como um dos 10 melhores filmes de 1985.

## Trilha sonora
A trilha sonora foi lançada em vinil e CD juntamente com a trilha sonora do filme Making Mr. Right. A trilha sonora não apresenta nenhuma das outras músicas do filme, incluindo "Into the Groove", de Madonna, que pode ser encontrado no relançamento europeu de 1985 de seu álbum Like a Virgin. O filme capta a sensação da cena underground boêmia/nova onda do início dos anos 80 em Nova York, uma cena que ajudou Madonna a fazer sua grande oportunidade no mercado musical. Madonna gravou uma música para o filme, intitulada "Desperately Seeking Susan". Acabou não sendo usado no filme, e uma demo que acabou de terminar na época chamada "Into the Groove" foi usada em seu lugar. A versão demo só pode ser ouvida no filme. A canção foi um enorme sucesso comercial, mas não foi incluída na trilha sonora do filme, apesar de ter sido ouvida no filme, porque as restrições de licenciamento envolvendo a gravadora de Madonna proibiam suas músicas de serem misturadas com outros artistas. O vídeo de "Into the Groove" consiste em clipes do filme compilado por Doug Dowdle, da Parallax Productions.

### Lista de faixas
Todas as músicas compostas por Thomas Newman.
| N.º | Título                         | Duração |  |
| 1.  | "Leave Atlantic City!"         | 2:33    |  |
| 2.  | "Port Authority by Night"      | 1:14    |  |
| 3.  | "New York City by Day"         | 1:06    |  |
| 4.  | "Through the Viewscope"        | 0:40    |  |
| 5.  | "St. Mark's Place"             | 1:30    |  |
| 6.  | "A Key and a Picture Of"       | 1:22    |  |
| 7.  | "Battery Park / Amnesia"       | 1:06    |  |
| 8.  | "Jail / Port Authority by Day" | 2:22    |  |
| 9.  | "Rain"                         | 0:51    |  |
| 10. | "Running With Birds in Cages"  | 1:11    |  |
| 11. | "Trouble Almost"               | 0:43    |  |

Músicas que aparecem no filme, mas não na trilha sonora lançada:
- "Into the Groove" – Madonna
- "The Shoop Shoop Song (It's in His Kiss)" – Betty Everett
- "One Fine Day" – The Chiffons*
- "Urgent" – Junior Walker
- "You Belong to Me" – Carly Simon
- "Lust For Life" – Iggy Pop
- "Sucker M.C.'s" – Run–D.M.C.
- "Mashed Potato Time" – Dee Dee Sharp
- "One Thing Leads to Another" – The Fixx
- "Respect" – Aretha Franklin (Otis Redding)
- "Someday, Someway" – Marshall Crenshaw

Nota
- Existem duas versões da cena de abertura; uma versão abre com "The Shoop Shoop Song" e uma versão abre com "One Fine Day", que foi usado para a versão européia, onde as restrições de licenciamento impediram o uso do "Shoop Shoop Song" (como explicado no comentário do DVD de 1996).

## Produção
Os cineastas inicialmente queriam que Diane Keaton e Goldie Hawn fizessem Roberta e Susan, mas o diretor decidiu escalar os recém-chegados Arquette e Madonna, e o estúdio queria que o filme tivesse atores mais jovens, a fim de atrair os mais jovens.
A faixa de comentários em DVD do filme (gravada em 1996) observa que, após o primeiro teste de Madonna, os produtores pediram a ela que fizesse quatro semanas de aulas de atuação e fizesse o teste novamente. Embora o segundo teste não tenha melhorado muito, o diretor ainda a queria para o papel, tanto por sua presença e senso de estilo quanto por qualquer outra coisa. O figurinista Santo Loquasto desenhou a jaqueta de pirâmide de Susan.
O filme foi inspirado em parte pelo filme de 1974 Céline et Julie vont en bateau Ele também tem um final alternativo incluído no DVD, no qual Susan e Roberta são convidadas para o Egito depois de ajudar a devolver os brincos. Eles são representados ao lado das pirâmides em camelos. Seidelman cortou esta cena, dizendo que era desnecessário e o público nas sessões de teste achava que o filme já deveria ter terminado muito antes (como explicado no DVD). Todas as cenas com Dez (Aidan Quinn) trabalhando como projecionista foram filmadas no Bleecker Street Cinema.
O filme foi filmado durante o final do verão e início do outono de 1984, no início da ascensão de Madonna à popularidade, e tinha a intenção de ser um filme de classificação para adultos. Após o sucesso de seus sucessos "Like a Virgin" e "Material Girl" em 1984-1985 em seu álbum Like a Virgin, o filme foi cortado em conteúdo pela Orion Pictures para obter uma classificação PG-13, a fim de também comercializar o filme para a base de fãs adolescentes de Madonna.

## Prêmios e indicações
| Ano  | Premiação     | Categoria                          | Indicado                  | Resultado |
| ---- | ------------- | ---------------------------------- | ------------------------- | --------- |
| 1986 | Globo de Ouro | Melhor Atriz em Comédia ou Musical | Rosanna Arquette          | Indicado  |
| 1986 | BAFTA Awards  | Melhor Atriz Coadjuvante           | Rosanna Arquette          | Venceu    |
| 1986 | César         | Melhor Filme Estrangeiro           | Desperately Seeking Susan | Indicado  |